# 利伯蒂鎮區 (堪薩斯州艾克縣)
利伯蒂鎮區（英語：Liberty Township）為美國堪薩斯州艾克縣轄下的鎮區。2010年美国人口普查中此鎮區人口有113人。

## 地理
利伯蒂鎮區涵蓋總面積為154.4平方（59.62平方英里），其中陸地面積為153.1平方（59.12平方英里），水域面積為1.3平方（0.50平方英里）或0.84%。海拔高度306（1,004英尺）。

## 人口統計
根據2010年美國人口普查，利伯蒂鎮區人口有113人，其中男性有59人，女性有54人，人口密度為每平方公里0.73人，住房計65戶。鎮區內的白人有109人，非裔美國人有0人，美洲原住民有0人，亞裔美國人有0人，太平洋島裔美國人有0人，其他種族有0人，混血種族則有4人。此外鎮區內有3人為西班牙裔或拉丁裔美國人。此鎮區之年齡中位數為51.5歲，而男性年齡中位數為51.5歲，女性年齡中位數為50.0歲。